# De Heineken Ontvoering
De Heineken Ontvoering (bra: O Sequestro de Heineken) é um filme de drama policial neerlandês dirigido por Maarten Treurniet. O filme é baseado no sequestro de Freddy Heineken que aconteceu em 1983. Os papéis principais foram desempenhados por Rutger Hauer, Reinout Scholten van Aschat, Gijs Naber, Teun Kuilboer e Korneel Evers.

## Enredo
Cor van Hout, Frans Meijer e Jan Boellaard eram três amigos que planejaram um sequestro para obter resgate em 1983, mas permaneceram divididos quanto à escolha da vítima. Enquanto trocavam planos no local de trabalho, uma empresa de processamento de madeira, irmão da namorada de Cor (que também trabalhava na empresa), descobriu seus planos. Rem nutria rancor do magnata da cerveja Alfred Heineken. Sem o conhecimento dos outros três, Rem explorou a possibilidade de sequestrar Heineken. Rem observou o chefe da empresa e anotou cuidadosamente o que descobriu sobre seus hábitos e rotinas diárias. Finalmente, ele sugere que Cor, Frans e Jan escolham Heineken como vítima de sequestro. Ele está disposto a compartilhar suas descobertas com o trio, mas em troca quer participar do sequestro.

## Elenco
- Rutger Hauer como Freddy Heineken
- Reinout Scholten van Aschat como Rem Hubrechts
- Gijs Naber como Cor van Hout
- Teun Kuilboer como Frans Meijer
- Korneel Evers como Jan Boellaard
- Menno van Beekum como Ab Doderer
- Marjolein Keuning como Els
- Marcel Hensema como Kees Sietsma
- Truus te Selle como Lucille Heineken-Cummins
- Sallie Harmsen como Lisa
- Porgy Franssen como Max Moszkowicz
- Patrick Stoof como Sjors
- Ton Kas como Sr. Hubrechts
- Beppie Melissen como Deputada Hubrechts
- Genio de Groot como Frits Korthals Altes
- Henk Poort como Policial
- Dave Mantel como Policial

## Lançamento
O filme foi lançado na Bélgica em 26 de outubro de 2011, e o lançamento oficial ocorreu nos Países Baixos um dia depois.
O sequestrador Willem Holleeder buscou uma liminar na justiça proibindo a exibição do filme. Jan Boellaard, Frans Meijer e Martin Erkamps também pediram a produtora IDTV que não exibisse o filme porque, em sua opinião, a história retratada não era suficientemente verdadeira. Esse e outros pedidos de liminar não tiveram êxito. Um quinto sequestrador, Martin Elcamp, não é citado no filme, mas seu apelido "Remmetje" foi usado para o papel de Rem Hubrechts.